# Gabriel Pec
Gabriel Pec (Petrópolis, 2000. február 11. –) brazil korosztályos válogatott labdarúgó, az amerikai LA Galaxy csatára.

## Pályafutása

### Klubcsapatokban
Pec a brazíliai Petrópolis városában született. Az ifjúsági pályafutását a Vasco da Gama akadémiájánál kezdte.
2019-ben mutatkozott be a Vasco da Gama első osztályban szereplő felnőtt keretében. 2024. január 31-én ötévre szóló szerződést kötött az észak-amerikai első osztályban érdekelt LA Galaxy együttesével. Február 26-án, az Inter Miami elleni mérkőzésen lépett először pályára, a 70. percben, Diego Fagúndezt váltva. Március 31-én, a Seattle Sounders ellen hazai pályán 1–0-ás győzelemmel zárult bajnokin megszerezte első gólját a klub színeiben. A 2024-es szezonban 38 mérkőzésen elért 19 góljával is hozzájárult a klub bajnoki címéhez.

### A válogatottban
Pec 2024-ben tagja volt a brazil U23-as korosztályú válogatottnak. Először a 2024. január 23-ai, Bolívia ellen 1–0-ra megnyert mérkőzésen lépett pályára, Marquinhos cseréjeként.

## Sikerei, díjai
LA Galaxy
- MLS
  - Bajnok (1): 2024

Egyéni
- MLS All-Stars: 2024
- MLS – Az Év Újonca: 2024